# Blera scitula
Blera scitula är en tvåvingeart som först beskrevs av Samuel Wendell Williston  1882.  Blera scitula ingår i släktet stubblomflugor, och familjen blomflugor. Inga underarter finns listade i Catalogue of Life.